# Doubleheader (Baseball)
Die Bezeichnung Doubleheader kommt ursprünglich aus dem Baseball und bezeichnet zwei direkt aufeinander folgende Spiele der gleichen Mannschaften. 

## Baseball
Beim Baseball werden die beiden Begegnungen lediglich durch eine zwanzigminütige Pause unterbrochen. In Deutschland handelt es sich dabei in der 1. Bundesliga um jeweils Neun-Inning-Spiele. In der 2. Bundesliga wird an einem Doubleheader-Spieltag jeweils ein Neun-Inning-Spiel und ein Sieben-Inning-Spiel durchgeführt. Auch hier gilt, wie immer im Baseball (außer in Japan), ein Unentschieden gibt es nicht. Steht es nach der festgelegten Zahl von Innings unentschieden, so wird jeweils so lange um ein weiteres Inning verlängert (Extra Inning) bis eine Mannschaft gewinnt.
Obwohl die Spieltage immer noch als Doubleheader vom Verband angesetzt werden, ist die Zahl der Doppelspieltage faktisch gesunken, da viele Vereine mittlerweile über Flutlicht verfügen und einen Spieltag daher auf zwei Wochentage (ein Abendspiel, ein Tagspiel) aufteilen.
Während die Wahl dieser Form der Spielgestaltung in den USA, dem Ursprungsland  des modernen Baseballs, vielschichtigere Gründe hat, sind diese in Deutschland eher pragmatischer Natur. Es geht vorrangig darum, an einem Spiel- und Anreisetag möglichst viele Innings zu spielen, um die Spielpraxis und damit das Spielniveau in Deutschland zu erhöhen.